# 451-es busz
A 451-es jelzésű regionális autóbusz Gödöllő, autóbusz-állomás és Erdőkertes, autóbusz-forduló között közlekedik. A járatot a MÁV Személyszállítási Zrt. üzemelteti. Munkanapokon egy menet Erdőkertes, autóbusz-forduló helyett Erdőkertes (Háromház), autóbusz-fordulóig jár.

## Története
A busz 2015. augusztus 1-jétől közlekedik részben a korábbi 2160-as busz vonalán.

## Megállóhelyei
| 0 | 0  | Gödöllő, autóbusz-állomás végállomás                             | 32 | 26 | 317, 324, 402, 404, 405, 406, 407, 410, 412, 422, 426, 430, 432, 440, 441, 442, 444, 446, 447, 448, 450, 452, 454, 455, 461, 463, 464, 465, 466, 468, 469, 470, 471, 472, 473, 474, 475, 476, 477, 478, 479 1040, 1049, 1052, 1076, 1077, 1078 |
| 1 | 1  | Gödöllő, szökőkút                                                | 31 | 25 | 317, 324, 402, 412, 432, 422, 442, 446, 447, 448, 450, 452, 453, 454, 455, 464, 466, 470, 471, 472, 473, 474, 475, 476, 477, 478, 479 1052, 1076                                                                                               |
| 2 | 2  | Gödöllő, Szilhát utca                                            | 30 | 24 | 412, 422, 450, 452, 453, 454, 455, 464 1052, 1076 |
| 3 | 3  | Gödöllő, Széchenyi István utca                                   | 29 | 23 | 402, 412, 422, 432, 442, 450, 452, 453, 454, 455, 464 1052, 1076 |
| 4 | 4  | Gödöllő, Idősek Otthona                                          | 28 | 22 | 402, 412, 422, 432, 442, 450, 452, 453, 454, 455, 464 1052, 1076 |
| 5 | 5  | Gödöllő, Haraszti út                                             | 27 | 21 | 402, 412, 422, 442, 450, 452, 453, 454, 455, 464 1052, 1076 |
| 6 | 6  | Gödöllő, Úrréti-tó                                               | 26 | 20 | 396, 398, 450, 452, 453, 454, 455, 464 |
| 7 | 7  | Szada, Tél utca                                                  | 25 | 19 | 396, 398, 450, 452, 453, 454, 455 |
| 8 | 8  | Szada, Dózsa György út 6.                                        | 24 | 18 | 396, 398, 450, 452, 453, 454, 455 |
| 9 | 9  | Szada, Dózsa György út 51.                                       | 23 | 17 | 396, 398, 450, 452, 453, 454, 455 |
| 10 | 10 | Szada, Dózsa György út 111.                                      | 22 | 16 | 396, 398, 450, 452, 453, 454, 455 |
| 11 | 11 | Szada, TÜZÉP telep                                               | 21 | 15 | 396, 397, 398, 399, 450, 452, 453, 454, 455 |
| 12 | 12 | Veresegyház, Közúti Igazgatóság                                  | 20 | 14 | 396, 397, 398, 399, 450, 452, 453, 454, 455 |
| Az „A” útvonalon csak egy munkanapi menet halad végig, ami Háromházig közlekedik, a többi a „B” útvonalon jár. |    |                                                                  |    |    | |
| ∫ | 13 | Veresegyház, vasútállomás                                        | 19 | 13 | 389, 391, 392, 395, 396, 454 S71 G71 |
| 13 | 14 | Veresegyház, vasútállomás bejárati út                            | 18 | 12 | 389, 391, 392, 395, 396, 397, 398, 399, 450, 452, 453, 454, 455 |
| 14 | 15 | Veresegyház, benzinkút                                           | 17 | 11 | 391, 392, 394, 395, 396, 397, 398, 399, 450, 452, 453, 454, 455 |
| 15 | 16 | Veresegyház, általános iskola                                    | 16 | 10 | 318, 319, 391, 392, 393, 394, 395, 396, 397, 398, 399, 450, 452, 453, 454, 455 |
| 16 | 17 | Erdőkertes, vasúti megállóhely                                   | 15 | 9  | 318, 319, 393, 453 S71 G71 |
| 17 | 18 | Erdőkertes, templom                                              | 14 | 8  | 318, 319, 393, 453 |
| 18 | ∫  | Erdőkertes, Géza utca                                            | ∫  | ∫  | 393 |
| 19 | ∫  | Erdőkertes, Géza utca 52.                                        | 13 | 7  | 393 |
| 20 | ∫  | Erdőkertes, Nap utca                                             | 12 | 6  | 393 |
| 21 | ∫  | Erdőkertes, Géza utca autóbusz-forduló                           | 11 | 5  | 393 |
| 22 | ∫  | Erdőkertes, Nap utca                                             | 10 | 4  | 393 |
| 23 | ∫  | Erdőkertes, Géza utca 52.                                        | 9  | 3  | 393 |
| ∫ | ∫  | Erdőkertes, Géza utca                                            | 8  | 2  | 393 |
| ∫ | 19 | Erdőkertes, Bethlen Gábor utca                                   | 7  | ∫  | 393, 453 |
| ∫ | 20 | Erdőkertes, Thököly utca autóbusz-forduló                        | 6  | ∫  | 393, 453 |
| ∫ | 21 | Erdőkertes, Bethlen Gábor utca                                   | 5  | ∫  | 393, 453 |
| 24 | 22 | Erdőkertes, Katona József utca                                   | 4  | 1  | 318, 319, 393, 453 |
| ∫ | 23 | Erdőkertes, autóbusz-forduló végállomás („B” útvonal)            | ∫  | 0  | |
| 25 | ∫  | Erdőkertes, Villamos utca                                        | 3  | ∫  | 318, 319, 393, 453 |
| 26 | ∫  | Erdőkertes, 4-es km-kő                                           | 2  | ∫  | 318, 319, 393, 453 |
| 27 | ∫  | Erdőkertes, Máté tanya                                           | 1  | ∫  | 318, 319, 393, 453 |
| 28 | ∫  | Erdőkertes (Háromház), autóbusz-forduló végállomás („A” útvonal) | 0  | ∫  | 318, 319, 393, 453 |